# Communicatio in sacris

La communicatio in sacris (expression latine pour « partage dans les [choses] sacrées ») est un concept de droit canonique propre à l'Église catholique. Cette notion, qui se nomme parfois communicatio in divinis (« partage dans les [choses] divines ») ou communicatio in ritibus (« partage dans les rites »), désigne la participation d'un non-catholique à un sacrement ou à une liturgie catholique, ou bien la participation d'un catholique à un culte ou à une liturgie non catholique. La communicatio in sacris est principalement régie par le canon 844 du Code de droit canonique de 1983 et par le canon 671 du Code des canons des Églises orientales.
Cette participation interconfessionnelle au culte liturgique et aux sacrements est souvent liée à l'eucharistie : ce que l'on appelle couramment le « partage eucharistique ». Elle se situe dans le cadre de l’engagement œcuménique de l'Église catholique.

## Présentation
La communicatio in sacris ne doit être confondue ni avec la communio in sacris, qui est synonyme de « pleine communion », ni avec la « prière en commun » pratiquée lors de rencontres oecuméniques. 
Le concile Vatican II restreint l'usage de la communicatio in sacris, car elle est susceptible de porter atteinte à l’unité de l’Église et de mener à l’erreur doctrinale. Aussi n'est-elle autorisée que dans des cas exceptionnels, lorsqu'elle apporte un bien spirituel réel et lorsque tout danger d’indifférentisme est écarté.
Le théologien jésuite Wilhelm de Vries explique que la participation des non-catholiques aux sacrements catholiques n'a jamais été formellement interdite et que la pratique s'est durcie à partir de la Contre-Réforme.
La communicatio in sacris est principalement définie et régie par le canon 844 du CIC (Code de droit canonique de 1983) et son équivalent dans le CCEO (Code des canons des Églises orientales), le canon 671. Après avoir rappelé le principe d’exclusivité en vertu duquel les ministres catholiques n’administrent les sacrements qu'aux fidèles catholiques, lesquels ne les reçoivent licitement que des seuls ministres catholiques, ces canons précisent les modalités de l’accès aux sacrements de l’eucharistie, de la pénitence et de l’onction des malades : en premier lieu par des fidèles catholiques auprès de ministres non catholiques (can. 844, § 2/CIC et 671, § 2/CCEO) et en second lieu par des « frères séparés » auprès de ministres catholiques (can. 844, § 3 et 4/CIC et 671, § 3 et 4/CCEO).
Le CIC de 1983 interdit aux prêtres catholiques de concélébrer l'eucharistie avec des membres de communautés qui ne sont pas en pleine communion (can. 908).